# Valerij Heletej
Valerij Viktorovyč Heletej (ukrajinsky Валерій Вікторович Гелетей; * 28. srpna 1967 Verchnij Koropec, Mukačevský rajón, Zakarpatská oblast) je ukrajinský generálplukovník a v roce 2014 ministr obrany Ukrajiny v první vládě Arsenije Jaceňuka. Do funkce byl jmenován v průběhu války na východní Ukrajině a nahradil v ní Mychajla Kovala. Rezignoval 14. října 2014, když byl kritizován za slabou podporu jednotek v bitvě o Ilovajsk.

## Kariéra
V letech 2007 až 2009 byl ředitelem Úřadu státní ochranky Ukrajiny a do stejné funkce ho znovu jmenoval 2. března 2014 v průběhu proruských nepokojů prozatímní prezident Oleksandr Turčynov. O pár měsíců později navrhl prezident Petro Porošenko Heleteje 2. července do funkce ministra obrany a 3. července tento návrh schválil ukrajinský parlament, přičemž pro hlasovalo 260 poslanců. Heletej následně v proslovu v parlamentu slíbil, že získá pro Ukrajinu zpět Krym, který anektovalo Rusko v březnu po kontroverzním referendu.
Na funkci ministra obrany rezignoval 14. října 2014, když byl kritizován za masakr u Ilovajsku. Armáda podle kritiků neposkytla dostatečnou podporu obklíčeným vojákům.